# George McGrath
George Frederick McGrath (ur. 19 września 1885 w Camberwell, zm. 6 sierpnia 1956 w Croydon) – brytyjski hokeista na trawie na igrzyskach w Antwerpii 1920, który wraz z drużyną zdobył złoty medal.